# Robert Eustace
Robert Eustace, eigentlich Eustace Robert Barton (1854 – 1943), war ein britischer Arzt und Autor von Kriminalromanen. Er nutzte als Pseudonym außerdem auch Eustace Robert Rawlings.

## Leben
Eustace legte in seinem schriftstellerischen Werk vor allem Wert auf eine fachlich genaue Darstellung medizinischer Sachverhalte. Aufgrund seines medizinischen Fachwissens arbeitete er außerdem mit mehreren anderen Autoren von Kriminalromanen zusammen. Die heute noch bekannteste Autorin, mit der er zusammenarbeitete, war Dorothy L. Sayers, mit der er gemeinsam  allerdings nur den 1930 erschienenen Kriminalroman The Documents in the Case verfasste. Von ihm stammt der Handlungsentwurf und der wissenschaftliche Hintergrund zum Vorfall.
Mit den Autoren Gertrude Warden (1859–1925) und Edgar Jepson (1863–1938) verfasste Eustace ebenfalls einige Werke. Umfangreicher war seine Zusammenarbeit mit der Autorin L. T. Meade, mit der er bei mehreren Kurzgeschichten und Romanen kooperierte.  An der Zusammenarbeit mit Eustace ist nach Ansicht von Martha Hailey Dubose die Einführung von zwei weiblichen Bösewichten bemerkenswert: Madame Sara in The Sorceress of the Strand und Madame Koluchy, das Superhirn einer Bande von Gangstern in The Brotherhood of the Seven Kings. Aus Sicht von Dubose ist die interessanteste Protagonistin aus der Zusammenarbeit mit L. T. Meade jedoch „Florence Cusack“: Wohlhabend und unabhängig löst sie komplexe Kriminalfälle und findet Anerkennung sowohl im Gerichtssaal als auch bei Scotland Yard. Angesichts der gesellschaftlichen Rolle, die Frauen zu dieser Zeit zugebilligt wurde, wird dieser Figur in den 1899 und 1900 entstandenen Kurzgeschichten eine ungewöhnliche Rolle zugebilligt.

## Werk (Auswahl)
alleinige Autorenschaft
- The Gold Star Line. Short stories. Ward Lock Books, London 1899.[3]
- A Human Bacillus. A story of a strange character. John Long Books, London 1907.

zusammen mit Edgar Jepson
- The Tea-Leaf. In: Otto Penzler (Hrsg.): The Black Lizard Big Book of locked-room mysteries. The most complete collection of impossible-crime stories ever assembled. Black Lizard Books, New York 2014, ISBN 978-0-3077-4396-1.

zusammen mit L. T. Meade
- A Master of Mysteries. Short stories. Ward Lock Books, London 1898 (illustriert von J. Ambrose Walton).[4]
- Followed. The Secret of Emu Plain. In: Angus Evan Abbott (Hrsg.): Rivals of Sherlock Holmes, Bd. 2: Forty-six stories of crime and detection. Castle Books, Secaucas, N.J. 1979, ISBN 0-8900-9443-8.
- The Brotherhood of the Seven Kings. In: Michael Ashley (Hrsg.): Steampunk. Extraordinary tales of Victorian futurism. Fall River Press, New York 2012, ISBN 978-1-4351-4193-3.
- The Arrest of Captain Vandeleur. A Miss Florence Cusack story. In: Michael Cox (Hrsg.): The Oxford Book of Victorian detective stories. OUP, Oxford 2003, ISBN 0-1928-0448-0 (EA 1992 unter Victorian Tales of mystery and detection)
- The Outside Ledge. A Miss Florence Cusack story. In: Robert Weinberg (Hrsg.): One hundred dasdardly little detective stories. Sterling Publ., New York 2003, ISBN 1-4027-0974-9.
- The Sanctuary Club. Ward Lock Books, London 1900 (illustriert von Sidney Paget).[5]
- The Man Who Disappeared. In: Douglas G. Greene (Hrsg.): Death locked in. An anthology of locked-room mysteries. International Polygonics, New York 1994, ISBN 1-5588-2138-4 (EA New York 1987)
- The Last Square. Short story. London 1902
- The Oracle of Maddox Street. London 1902.[6]
- The complete „Sorceress of the Strand“. Beltham Press, Raleigh, N.C. 2008, ISBN 978-1-4404-6437-9.[7]
- The face in the dark. In: Dorothy L. Sayers (Hrsg.): The omnibus of crime. Payson & Clarke, New York 1929.
- Where the air is quivered. In: Sean Manley und Gogo Lewis (Hrsg.): Masters of the macabre. An anthology of mystery, horror and detection. Doubleday, Garden City, N.Y. 1975, ISBN 0-3850-0883-X.

zusammen mit Dorothy L. Sayers
- The Documents in the Case. Coronet Books, London 1990, ISBN 0-340-50220-7 (EA London 1930)
  - deutsch: Der Fall Harrison. Roman. Wunderlich, Tübingen 1965 (übersetzt von Gerlinde Quenzer)
  - deutsch: Die Akte Harrison. Roman. Wunderlich, Tübingen 1981, ISBN 3-8052-0351-9 (übersetzt von Otto Bayer)

zusammen mit Gertrude Warden
- The Stolen Pearl. A romance of London. Ward Lock Books, London 1903 (illustriert von A. Allingham)